# Dendrolobium stipatum
Dendrolobium stipatum är en ärtväxtart som beskrevs av Stanley Thatcher Blake. Dendrolobium stipatum ingår i släktet Dendrolobium och familjen ärtväxter. Inga underarter finns listade i Catalogue of Life.